# Desa Kadupandak (administrativ by i Indonesien, Jawa Barat, lat -7,26, long 107,05)
Desa Kadupandak är en administrativ by i Indonesien.   Den ligger i provinsen Jawa Barat, i den västra delen av landet, 120 km söder om huvudstaden Jakarta.